# Lady (romanzo)
Lady è un romanzo dello scrittore statunitense Thomas Tryon pubblicato nel 1974. La prima edizione italiana, con traduzione di Bruno Oddera, è del settembre 1975.
Il romanzo è la terza opera narrativa di Thomas Tryon, preceduto da L'altro (1971) e La festa del raccolto (1972). Questi tre titoli ed una successiva raccolta di romanzi brevi, intitolata Fedora, sono le uniche opere di Tryon ad essere attualmente disponibili tradotte in lingua italiana, ma nessuno dei quattro libri, tutti pubblicati negli anni '70, è stato finora mai ristampato.
Il romanzo è ambientato a Pequot Landing, lo stesso paese in cui si svolgono i fatti narrati nel romanzo L'altro, nonché in alcune altre opere successive dell'autore. Il paese non esiste. Vi sono tuttavia forti ed evidenti similitudini con il paese di Wethersfield, dove l'ex attore e romanziere Tryon è nato nel 1926 e dove ha trascorso la sua infanzia. Si può ritenere dunque che lo stesso Tryon si identifichi, almeno in parte, con il narratore Woody, che nel romanzo risulta essere pressoché coetaneo dell'autore. Tra l'altro anche Tryon, proprio come il protagonista del romanzo, si è arruolato nella Marina ed ha combattuto la guerra nel Pacifico nel periodo 1945/1946.

## Trama
La vicenda è ambientata in un piccolo paese del Connecticut chiamato Pequot Landing ed è narrata in prima persona da George "Woody" Woodhouse jr., quarto di sei fratelli (Nonnie, Lew, Harry, più anziani, Aggie e Kerney, più piccoli), che vivono con la madre rimasta vedova in una delle case più povere del paese, affacciata sul Green, un'ampia distesa d'erba dominata da un antico olmo, punto d'incontro tradizionale e centro nevralgico per l'intera comunità.
Il racconto autobiografico di Woody ricostruisce un ampio arco temporale che inizia a metà degli anni '30, quand'egli aveva otto anni, e si conclude nel secondo dopo guerra, quando ormai adulto e padre di famiglia torna a fare visita al paese della sua infanzia, per svelare i dettagli rimasti oscuri nei suoi ricordi.
Le vicissitudini della famiglia di Woody, gravata da serie difficoltà economiche dopo la prematura scomparsa del padre, le storie private di alcuni compaesani e vicini di casa, gli eventi naturali che si abbattono sul paese, come l'esondazione del fiume Connecticut ed un violento uragano caraibico, e i grandi eventi della Storia, in particolare lo scoppio della seconda guerra mondiale, sono solo una colorita cornice che fa da contorno al vero nucleo della narrazione del romanzo, vale a dire la storia misteriosa e piena di segreti di una donna carismatica ed affascinante, la ricca ereditiera Lady Adelaide Harleigh, che vive nell'antica abitazione settecentesca sul lato opposto del Green, ereditata dalla famiglia del marito, con la sola compagnia dei coniugi Griffin, Jesse ed Elthea, una coppia di affezionati servitori di colore, e con i suoi mesti ricordi.
Fin dalla sua prima giovinezza, Woody gode di un'amicizia privilegiata con l'affascinante dirimpettaia. Lady Harleigh, che si fa chiamare da tutti semplicemente Lady, è al tempo stesso una benefattrice generosa verso tutta la comunità ed un'amica, una donna di classe esemplare ed una briosa organizzatrice di feste, un'amabile intrattenitrice ed una calorosa ospite. Ma per il ragazzino, che si è ritagliato un posto speciale nel suo cuore, Lady è anche una sorta di seconda madre, un'amica e confidente preziosa ed un'istruttrice severa, e Woody è gelosissimo del rapporto privilegiato che lo lega a lei.
Lady ha un passato oscuro alle sue spalle, e le sue giornate sono spesso ottenebrate da momenti di inattesa tristezza e di solitaria malinconia. Di quando in quando, un ombroso personaggio riaffiora nella sua vita, e la sua inopinata e temuta comparsa coincide con i periodi di maggior sconforto per la donna. Pur essendole così vicino, il giovane narratore fatica a comprendere tutti i retroscena, la rete di emozioni segrete e di ricordi che si affollano nel passato di Lady, e quando i misteri, un po' alla volta, a distanza di tempo, iniziano finalmente a svelarsi, Woody trae conclusioni troppo affrettate, che finiscono con il compromettere la purezza luminosa del suo rapporto con Lady e ad iniettare dosi sempre maggiori di amarezza nella loro risalente amicizia.
Solo nella sua maturità e dopo la morte di Lady, Woody arriverà a conoscere definitivamente, in ogni più recondito particolare, l'incredibile ed infelice storia personale della sua preziosa amica, troppo tardi per poter contraccambiare in modo pieno l'affetto disinteressato che ha sempre ricevuto da lei.

## Edizioni
- Thomas Tryon, Lady, traduzione di Bruno Oddera, collana Omnibus, Arnoldo Mondadori Editore, 1975,  p. 344.